# Björn Laars
Björn Laars (* 5. Dezember 1974 in Bergen/Rügen, DDR) ist ein ehemaliger deutscher Fußballspieler.

## Sportlicher Werdegang
Von seinem Heimatverein BSG Lokomotive Bergen wurde der Defensivspieler Laars noch als Jugendlicher zur Kinder- und Jugendsportschule Rostock delegiert, die als ein Ausbildungszentrum insbesondere für den DDR-Oberligisten Hansa Rostock galt. Nach der deutschen Wiedervereinigung erreichte Laars über Rostocks Jugendmannschaften 1993 die Amateurmannschaft des F.C. Hansa, der diese Mannschaft kurz zuvor aus finanziellen Gründen aufgelöst hatte und nun mit Jugendspielern neu gründete.

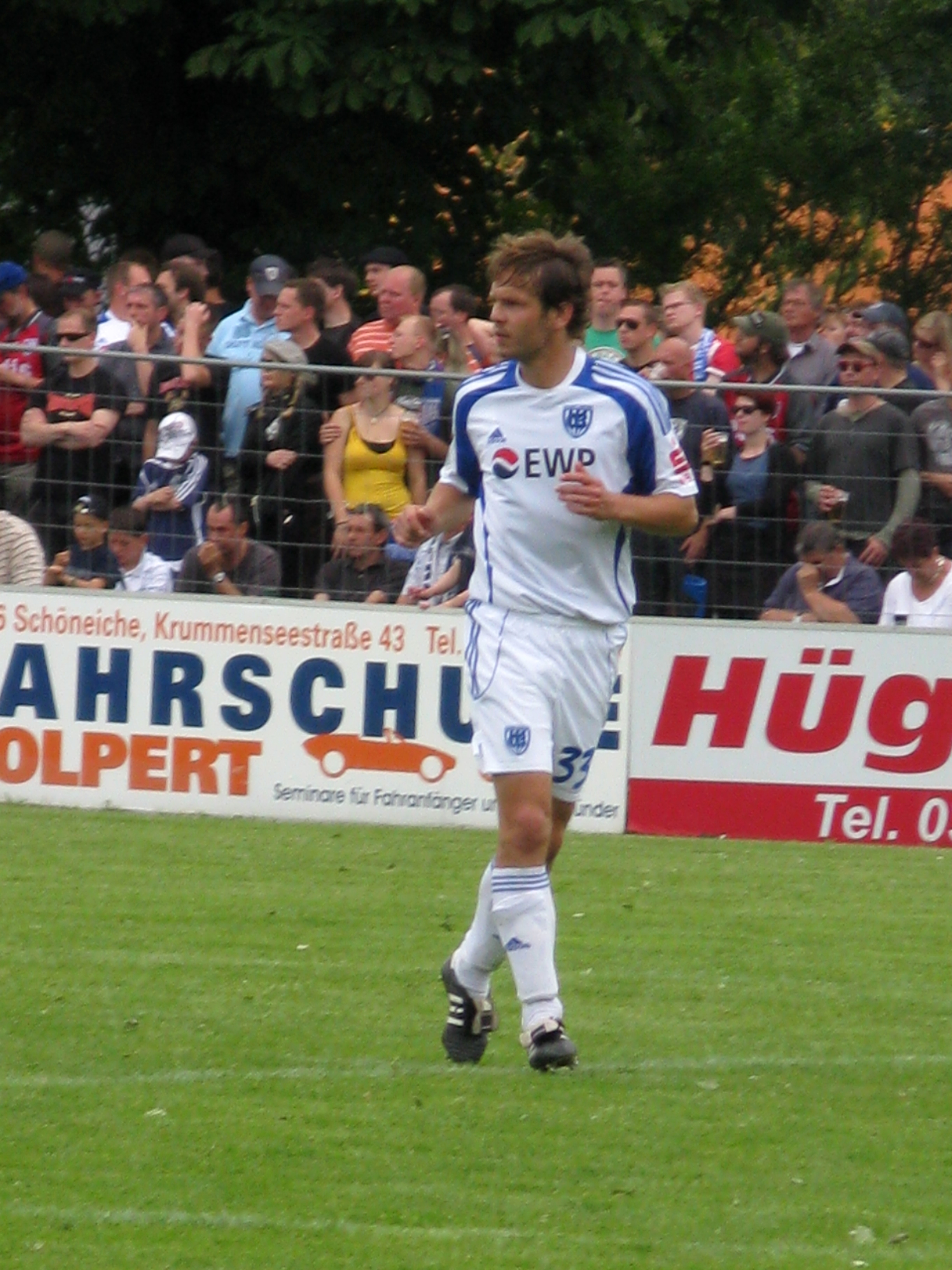
Laars beim Brandenburgischen Landespokalfinale 2009

Laars kam zunächst in der drittklassigen Oberliga Nordost zum Einsatz, aus der er mit Hansas zweiter Mannschaft in derselben Saison in die Landesliga Mecklenburg-Vorpommern abstieg, wurde jedoch auch dreifach in der ersten Mannschaft eingesetzt, die 1993/94 in der 2. Bundesliga spielte. Zu einem weiteren Einsatz in Hansas erster Mannschaft kam Laars allerdings nur noch in der Saison 1998/99, als er am 10. April seinen einzigen Einsatz in der 1. Bundesliga absolvieren konnte. Daneben lief Laars weiterhin für die zweite Mannschaft Rostocks auf, mit der er sowohl den Wiederaufstieg in die nunmehr viertklassige Oberliga 1996 als auch den weiteren Aufstieg in die Regionalliga 1997 schaffte. Nach dem direkten Wiederabstieg aus der Regionalliga in der Saison 1997/98 absolvierte Laars von 1998 bis 2000 zwei weitere Spielzeiten für Hansas zweite Mannschaft in der Oberliga, mit der er 1998 auch den Mecklenburg-Vorpommern-Pokal gewonnen hatte.
Im Sommer 2000 wechselte Laars zum Regionalligisten SV Babelsberg 03, bei dem er in der Saison 2000/01 mit 36 Einsätzen Anteil am Aufstieg in die 2. Bundesliga hatte, in der er 2001/02 weitere 27 Spiele für Babelsberg absolvierte. Da Babelsberg jedoch den Klassenerhalt in der zweithöchsten deutschen Spielklasse verfehlt hatte und im Folgenden Insolvenz beantragen musste, wechselte Laars zum Regionalligisten Rot-Weiß Erfurt, für den er in zwei Spielzeiten 46 Partien bestritt.
2004 kehrte Laars zum mittlerweile in der Oberliga spielenden SV Babelsberg zurück, mit dem ihm nach 30 Spielen über die kompletten 90 Minuten 2006/07 der Aufstieg in die Regionalliga gelang. In der folgenden Saison 2007/08, in der Laars auf insgesamt 31 Ligaeinsätze kam, schaffte es die Mannschaft als 15. nicht, sich für die neue 3. Liga zu qualifizieren und startete 2008/09 somit in der nun viertklassigen Regionalliga Nord. Als Höhepunkt der Saison gewann Laars mit den Babelsbergern den Brandenburgischen Landespokal.
In seiner letzten Saison 2009/10 in der Regionalliga Nord konnte Björn Laars mit dem SV Babelsberg 03 die Meisterschaft und den damit verbundenen Aufstieg in die Dritte Liga feiern. Er kam in 32 von 34 Liga-Spielen zum Einsatz.
Am letzten Spieltag der Saison 2009/10 beim 4:1-Heimsieg gegen den FC St. Pauli II wurde Björn Laars von den Fans im Babelsberger Karl-Liebknecht-Stadion verabschiedet. Er hatte insgesamt 241 Meisterschaftsspiele (davon 27 Einsätze in der 2. Bundesliga) absolviert und dabei 9 Tore erzielt. Hinzu kamen sieben DFB-Pokal-Spiele für die Nulldreier.
Nach Beendigung seiner aktiven Karriere im Juli 2010 wechselte Björn Laars in die Geschäftsstelle des SVB. Im Februar 2021 trat Björn Laars die Nachfolge von Archibald Horlitz als Vorsitzender des SV Babelsberg 03 an. Außerdem wurde er im April 2022 interimistisch Cheftrainer von Nulldrei. Im November 2022 gab Björn Laars seinen Rücktritt als Vorsitzender zum Jahresende bekannt. Er begründete den Schritt damit, dass private Dinge zu kurz kämen und sich nicht mit der anstrengenden Vorstandsarbeit vereinbaren ließen.